# 慈克秋林仁波切
慈克秋林仁波切（Tsikey Chokling Rinpoche）為藏傳佛教寧瑪派與噶舉派的金剛上師及作家。
慈克秋林仁波切由第十六世大寶法王認證為19世紀著名伏藏師秋吉林巴的第4世轉世，為秋林德薩傳承的持有者。慈克秋林仁波切出版有兩本著作。
慈克秋林仁波切的父親為大圓滿上師祖古烏金仁波切，其弟子包括第十六世大寶法王。 慈克秋林仁波切的手足皆為金剛乘上師，長兄為秋吉尼瑪仁波切，胞弟有措尼仁波切與詠給明就仁波切。
慈克秋林仁波切的兩位兒子亦為轉世仁波切：達隆噶舉一系傳承持有者帕秋仁波切（Phakchok Rinpoche）以及寧瑪派雪謙傳承的頂果欽哲揚希仁波切。

## 著作
- Chokling Rinpoche, Lotus Ocean: Seeds of the Sublime Dharma, Rangjung Yeshe Publications, 2001.
- Chokling Rinpoche, The Great Gate: A Guidebook to the Guru's Heart Practice, Dispeller of All Obstacle, Rangjung Yeshe Publications, 2008. ISBN 962-7341-04-5.

## 外部連結
- 慈克丘林仁波切官方網站 （页面存档备份，存于）